# Poul Juhl
Poul Juhl, född 30 november 1898, död 13 december 1956, var en dansk skådespelare.

## Filmografi i urval
- 1922 – Sol, sommar och studentskor
- 1951 - Greve Svensson

## Källa
- Poul Juhl, Det danske filminstitut